# Carlo Rovini
Carlo Rovini (Empoli, 21 novembre 1932 – Roma, 5 dicembre 1988) è stato uno scrittore, poeta, pubblicista e prosatore italiano.
Nato e vissuto ad Empoli, fu costretto dal 1956 a vivere su una sedia a rotelle per una forma di poliomielite. Nel 1992 la Biblioteca comunale Renato Fucini di Empoli ha acquisito la biblioteca e l'archivio dello scrittore nel quale, oltre ai suoi scritti editi e inediti, sono conservati i premi da lui ricevuti, fotografie, appunti. 
Tra le sue opere "Il sonettiere", "Sculaccitaliatore", "Toscani di Toscana", "Il volo del ciuco"; ha ricevuto vari riconoscimenti nazionali . Tra il '61 e il '73 ha diretto la rivista satirica "L'Empoliere"  A lui è stato dedicato un premio nazionale